# Station Eastrington
Eastrington is een spoorwegstation van National Rail in East Riding of Yorkshire in Engeland. Het station is eigendom van Network Rail en wordt beheerd door Northern Rail. 